# Rondel (utwór literacki)
Rondel – utwór wywodzący się z poezji starofrancuskiej. Składa się z ośmiowersowych strof, a jego charakterystyczną cechą jest układ rymów (abaAabaB) i powtarzanie określonych wersów. Istnieją też późniejsze modyfikacje – trzy strofy złożone zwykle z 12–15 wersów o 2 rymach; dwa pierwsze wersy powtarzają się w środku i na końcu układu, a zawierają najczęściej refleksję.
Własną wersję rondelu – roundel – wypracował angielski poeta Algernon Charles Swinburne.

## Przykłady
- Rondel w PoeWiki